# 湄公木蓝
湄公木蓝（学名：Indigofera mekongensis）为豆科木蓝属下的一个种。

## 扩展阅读
- 維基物種上的相關：湄公木蓝